# Userkafs pyramid
Userkafs pyramid är en pyramid i Egypten. Den ligger i guvernementet Giza, i den norra delen av landet, 22 km söder om huvudstaden Kairo. Userkafs pyramid ligger 58 meter över havet.
Terrängen runt Userkafs pyramid är platt. Runt Userkafs pyramid är det mycket tätbefolkat, med 9 644 invånare per kvadratkilometer. Närmaste större samhälle är Giza, 15,7 km norr om Userkafs pyramid. Trakten runt Userkafs pyramid består till största delen av jordbruksmark.